# Maria Isabel de Württemberg
Maria Isabel Filipina Teresa Matilde Josefina de Württemberg (em alemão: Maria Isabella Philippine Theresia Mathilde Josephine; 30 de agosto de 1871 - 24 de maio de 1904) foi um membro da Casa de Württemberg e uma duquesa de Württemberg por nascimento. Por casamento, pertencia à Casa de Wettin e era uma princesa da Saxónia, graças à sua união com o príncipe João Jorge da Saxónia.

## Família
Maria Isabel era a terceira filha do duque Filipe de Württemberg e da arquiduquesa Maria Teresa de Áustria-Teschen. Os seus irmãos eram o duque Alberto de Württemberg, casado com a arquiduquesa Margarida Sofia da Áustria, a duquesa Maria Amélia de Württemberg, que morreu com apenas dezoito anos de idade, e o duque Roberto de Württemberg, casado com a arquiduquesa Maria Imaculada da Áustria.

## Casamento
A 5 de abril de 1894, Maria Isabel casou-se em Estugarda com o príncipe João Jorge da Saxónia, sexto dos oito filhos do rei Jorge I da Saxónia e da sua esposa, a infanta Maria Ana de Portugal. O casal não teve filhos.
Maria Isabel morreu com apenas trinta e dois anos de idade, em Dresden.

## Genealogia
| Maria Isabel de Württemberg | Pai: Filipe de Württemberg           | Avô paterno: Alexandre de Württemberg             | Bisavô paterno: Alexandre de Württemberg           |
| Maria Isabel de Württemberg | Pai: Filipe de Württemberg           | Avô paterno: Alexandre de Württemberg             | Bisavó paterna: Antonieta de Saxe-Coburgo-Saalfeld |
| Maria Isabel de Württemberg | Pai: Filipe de Württemberg           | Avó paterna: Maria de Orleães                     | Bisavô paterno: Luís Filipe I de França            |
| Maria Isabel de Württemberg | Pai: Filipe de Württemberg           | Avó paterna: Maria de Orleães                     | Bisavó paterna: Maria Amélia de Bourbon-Nápoles    |
| Maria Isabel de Württemberg | Mãe: Maria Teresa de Áustria-Teschen | Avô materno: Alberto Frederico de Áustria-Teschen | Bisavô materno: Carlos da Áustria-Teschen          |
| Maria Isabel de Württemberg | Mãe: Maria Teresa de Áustria-Teschen | Avô materno: Alberto Frederico de Áustria-Teschen | Bisavó materna: Henriqueta de Nassau-Weilburg      |
| Maria Isabel de Württemberg | Mãe: Maria Teresa de Áustria-Teschen | Avó materna: Hildegarda Luísa da Baviera          | Bisavô materno: Luís I da Baviera                  |
| Maria Isabel de Württemberg | Mãe: Maria Teresa de Áustria-Teschen | Avó materna: Hildegarda Luísa da Baviera          | Bisavó materna: Teresa de Saxe-Hildburghausen      |